# Viador
Viador (em latim: viator; plural: viatoris), na Roma Antiga, era um oficial com função de mensageiro. Foi uma das quatro classes de aparidores, os atendentes dos magistrados que foram pagos do tesouro público. Seu nome deriva das circunstâncias como foram geralmente empregados em recados, seja para chamar senadores para frequentarem a reunião do senado, ou convocar as pessoas para a assembleia. Eles são citados nas fontes desde os primeiros momentos da República Romana como ministros de alguns magistrados e Tito Lívio nos informa sobre viadores de um ditador e dos cônsules.
Posteriormente, os viadores são citados como atendentes dos magistrados que possuíam potestas (poder) e não imperium (poder de mando), tal como o tribuno da plebe, o censor e o edil. Eles foram, em resumo, os atendentes de todos os magistrados que tinham o jus prendendi. Não é conhecida a quantidade de viadores para cada um dos magistrados, embora tem-se notícia que um deles tinha o direito no comando de seu magistrado para prender pessoas (ligare), de modo que foi chamado lictor.